# 赫士定律
赫士定律（英語：Hess's law），又名反應熱加成性定律（英語：the law of additivity of reaction heat）：若一反應為二個反應式的代數和時，其反應熱為此二反應熱的代數和。也可表达为在条件不变的情况下，化学反应的反應熱只与起始和终了状态有关，与变化途径无关。盖斯定律是由盖斯在1840年发表的论文中提出的。

## 数学表达式
赫士定律描述了物质发生化学反应后的焓的变化等于生成物的总标准生成焓和反应物的总标准生成焓之差，即是
{\displaystyle \Delta H^{\theta }=\sum (\Delta H_{f~products}^{\theta })-\sum (\Delta H_{f~reactants}^{\theta })}